# Konstanty Oświęcimski
Konstanty Tomasz Oświęcimski (ur. 19 września 1964 w Trzebiatowie) – polski polityk i samorządowiec, z wykształcenia magister administracji, poseł na Sejm VI i VII kadencji.

## Życiorys
W latach 1979–1983 uczęszczał do Liceum Ogólnokształcącego im. Bolesława Chrobrego w Gryficach. Ukończył studia na Wydziale Prawa i Administracji Uniwersytetu Szczecińskiego. Od 1994 był radnym gminy Rewal i delegatem do sejmiku samorządowego województwa szczecińskiego. Od 1998 do 2006 zajmował stanowisko wójta gminy Rewal. Został prezesem ochotniczej straży pożarnej w tej gminie. W 2006 z listy Platformy Obywatelskiej został wybrany na radnego powiatu gryfickiego, objął następnie funkcję wicestarosty.
W wyborach parlamentarnych w 2007 uzyskał mandat poselski, otrzymując w okręgu szczecińskim 7975 głosów. W 2009 został członkiem zarządu klubu Morze Bałtyk Szczecin.
W 2011 kandydował w wyborach parlamentarnych z piątego miejsca na liście PO w tym samym okręgu, utrzymując mandat poselski. Oddano na niego 7459 głosów (1,96% głosów oddanych w okręgu). W 2015 nie został wybrany na kolejną kadencję. W wyniku wyborów w 2018 powrócił na stanowisko wójta gminy Rewal (reelekcja w 2024).

## Odznaczenia
W 2002 otrzymał Srebrny Krzyż Zasługi.

## Życie prywatne
Żonaty z Zofią, ma córkę Martę.